# CinEdays
CinEdays (en macedoni Синедејс) és un festival de cinema que té lloc a Skopje, capital de Macedònia del Nord. Des del 2018 és acreditat per la FIAPF com a "Festival de cinema competitiu especialitzat en primer i segon llargmetratge europeu" (categoria B). És organitzat pel Centre Cultural de la Joventut de Skopje i presidit per Zlatko Stevkovski.

## Història
El 2001 el director de cinema espanyol Pedro Almodóvar i la vicepresidenta de la Comissió Europea, responsable de Justícia, Drets Fonamentals i Ciutadania, Viviane Reding van proposar 'celebrar la cinematografia europea' a cadascuna de les principals capitals europees mitjançant una Setmana del Cinema Europeu. El novembre de 2002 hi van participar 1.500 pel·lícules, 200 ciutats, 40 canals de televisió i 30 000 escoles per festejar el cinema europeu en els anomenats Netd@ys Europa oferint una programació especial destinades als joves i amb participació de professionals del cinema. Entre octubre i novembre de 2003 es van tornar a repetir amb la participació de 600 cinemes, filmoteques i associacions cinèfiles de 310 ciutats de 24 països.
L'edició de 2010 es va sumar a la lluita contra la pirateria atorgant entrades a meitat de preu als visitants que venien i deixaven una pel·lícula piratejada, i a la de 2011 va intentar atraure el públic utilitzant eines poc convencionals com un cinema drive-in, una novetat a Macedònia.
A l'edició de 2012 va guanyar l'Estrella de Plata al millor director el turc-austríac Hüseyin Tabak per Deine Schönheit ist nichts wert. L'edició de 2013 fou organitzada per Margarita Radovic i el premi Estrella d'Or se'l va endur la pel·lícula georgiano-alemanya Grdzeli nateli dgheebi de Nana Ekvtimishvili i Simon Groß. A l'edició de 2014 foren premiades dues pel·lícules kurdes: Were Dengê Min de Hüseyin Karabey i Bîranînen li ser kevirî de Şevket Emin Korki.
A l'edició de 2015 hi participaren més de 100 pel·lícules de directors destacats com Thomas Vinterberg, Susanne Bier, Paolo Sorrentino, Matteo Garrone, Aleksandr Sokúrov, Nikita Mikhalkov, Wim Wenders, Nanni Moretti, Woody Allen i Jacques Audiard. La guanyadora va ser la neerlandesa Tussen 10 en 12 de Peter Hoogendoorn.
A l'edició de 2016 va guanyar la coproducció sèrbia-grega-neerlandesa Vlažnost de Nicola Ljuca, i Toni Erdmann de Maren Ade el premi al millor guió. A la de 2017 l'Estrella d'Or a la millor pel·lícula fou per la islandesa Hjartasteinn de Guðmundur Arnar Guðmundsson, i a la secció Cinebalkan va guanyar l'albanesa Dita zë fill de Gentian Koçi. A la de 2018, coincidint amb el reconeixement per la FIAPF, el premi fou per la belga Seule à mon mariage de Marta Bergman.
A l'edició de 2019 hi van participar més de 100 pel·lícules de 56 països en 11 categories, projectant-se les últimes produccions de Jim Jarmusch, Woody Allen, Bong Joon-ho, Ken Loach, François Ozon, Fatih Akin, Pedro Almodóvar i Roman Polanski, alhora que es commemora el 50è aniversari de la primera emissió del Monty Python's Flying Circus. La guanyadora de l'Estrella d'Or fou l'austríaca Lilliam d'Andreas Horvath.
L'edició de 2020 va tenir lloc del 18 al 24 de setembre (en comptes de novembre) a nou llocs a l'aire lliure a Skopje, i l'Estrella d'Or fou atorgada a la francesa Gagarine de Fanny Liatard i Jérémy Trouilh. La de 2021 va tenir lloc entre el 15 i el 21 de juliol i va guanyar el premi la pel·lícula kosovar Rusc de Blerta Basholli. L'edició de 2022 també va tenir lloc el juliol i va guanyar l'eslovaca Cenzorka (107 Mothers) de Peter Kerekes. A l'edició de 2023, ja consolidada la celebració a l'estiu, va guanyar l'alemanya The Ordinaries de Sophie Linnenbaum mentre que l'actriu gallega María Vázquez va obtenir una menció especial per Matria d'Álvaro Gago Díaz.

## Premis
És un festival amb un pressupost força modest, de manera que els premis també ho són:
- Programa de selecció oficial, premi 5.000 €
- Programa CineBalkan, premi 5.000 €
- Programa de cinema per a estudiants, premi 500 €
- Premi de la crítica de cinema jove, 300 €